# Patoruzú

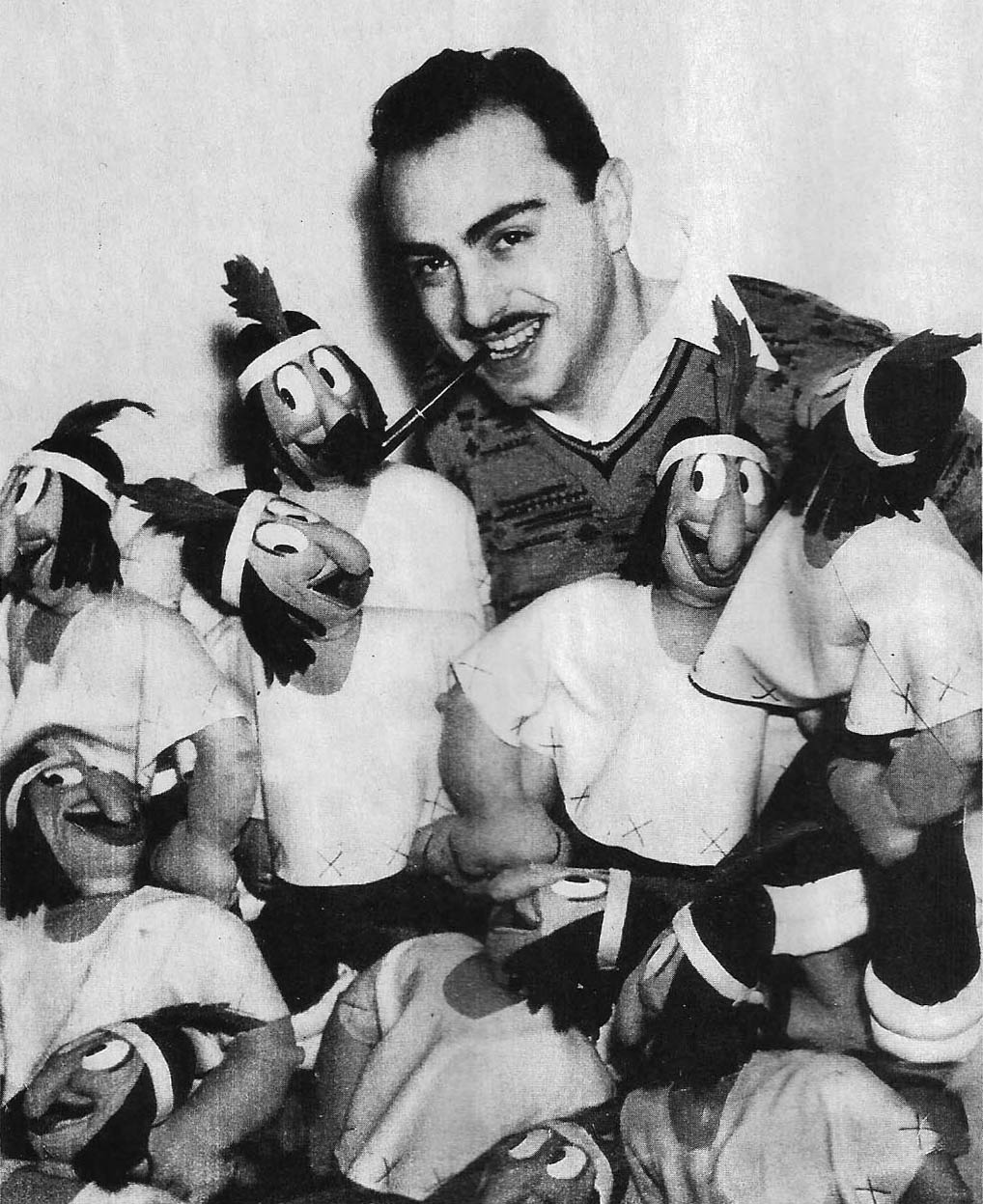
O cartunista Dante Quinterno em foto com bonecos de Patoruzú, o seu principal personagem, criado em 1928.

Patoruzú é um personagem de banda desenhada/histórias em quadrinhos criado em 1928 pelo desenhista Dante Quinterno e considerado o herói mais popular dos quadrinhos argentinos. Patoruzú é um cacique Tehuelche da Patagônia, que possui força sobre-humana, assim como um caráter ingênuo e primitivo.

## História
Patoruzú apareceu pela primeira vez em 19 de Outubro de 1928 na tira em quadrinhos Las Aventuras de Don Gil Contento no jornal Crítica, de Buenos Aires, sob o nome de Curugua Curuguagüigua; o último cacique dos gigantes Tehuelches, do qual Don Gil torna-se tutor. O nome foi logo mudado, devido à dificuldade de pronúncia, para para Patoruzú, fazendo referência a um doce popular da época chamado Pasta de Orozú. No entanto, a tira foi cancelada pelo jornal poucos dias depois.
Depois deste ano Dante Quinterno começou a trabalhar no jornal La Razón com a tira Don Julián de Monte Pío (antecessor de outro personagem popular do cartunista, o playboy Isidoro Cañones). Em setembro de 1930, Patoruzú é novamente introduzido na tira quando Don Julián torna-se seu tutor. Rapidamente, Patoruzú assume grande importância na história, tanto que em 11 de dezembro de 1931 a tira muda seu nome para Patoruzú.
Em 1935 Quinterno vendeu os direitos de publicação da tira para o jornal El Mundo, e a primeira coletânea de aventuras do cacique foi publicada. A tira foi também publicada em outros jornais de outras cidades argentinas além de Buenos Aires.
Em novembro de 1936 a primeira revista mensal de Patoruzú foi publicada e teve sua tiragem esgotada no dia do lançamento. A revista passou a ser publicada quinzenalmente, e depois semanalmente. O título conquistou o recorde de impressão de 300.000 exemplares por semana, o que exigiu que fosse formada uma equipe de roteiristas e desenhistas, supervisionados por Quinterno.
Em 1942 o desenho animado de curta-metragem Upa en apuros, com duração de 12 minutos, foi o primeiro filme de animação latinoamericano produzido em cores.
Em 30 de abril de 1977 o 2045.o e último número da revista foi publicado. As versões livremente adaptadas do original estão sendo publicadas atualmente, como a nova revista  Patoruzito, com as aventuras do jovem Patoruzú.
Em novembro de 2008 teve início uma exposição no Museu de Artes Plásticas Eduardo Sívori (Museo Sívori), de Buenos Aires, com o título de "Patoruzú: Una revista, una época organizada pelo Museo del dibujo y la ilustración".ref name="Diss" />

## Personagens

### Patoruzú
Patoruzú é o último descendente da dinastia fictícia Patoruzek, dos índios Tehuelche. A origem de sua força incomum parecem estar relacionadas com a maneira que ele foi alimentado durante a infância, uma sopa cozida com ossos de um animal gigante extinto, mas também tem a ver com a força de todos os seus ancestrais, a qual aparece sempre que Patoruzú enfrenta a injustiça.
Ele é extremamente generoso, mas é frequentemente iludido por pessoas de mau-caráter, os quais ao final sempre são punidos. Para reforçar suas raízes indígenas, Patoruzú utiliza muitas expressões nativas, de várias tribos argentinas, às vezes de forma incoerente (por exemplo, do Guarani guri, do Mapuche Chei, etc.).

### Isidoro Cañones
Um playboy incorrigível e estereótipo do porteño (portenho), ele é supostamente o tutor de Patoruzú, mas passa a maior parte de seu tempo tentando encontrar novas maneiras de conseguir mais dinheiro para gastar em festas, partidos, carros e corridas de cavalos.

### Upa
O irmão de Patoruzú é tímido e ingênuo, embora tenha mais cuidado com a vida moderna que o seu irmão mais velho. Ele usa sua grande barriga como uma arma para lutar contra as injustiças.

### Patora
Patora é a irmã mais nova que vive em um convento na Patagônia, pois é obcecada em casar-se e isso a faz ficar apaixonada por qualquer homem que lhe aparece pela frente.

### La Chacha
A babá e ama-de-leite de Patoruzú vive em uma estancia (fazenda) longe de qualquer cidade. Apesar de sua idade avançada, ela é vigorosa e trabalha duro. Suas empanadas são muito apreciadas pelos outros personagens.

### Ñancul
É o capataz da estancia de Patoruzú. Ele está frequentemente de mau-humor mas Patoruzú o respeita e confia nele.

### Coronel Cañones
O Coronel é um militar aposentado, tio e tutor de Isidoro, um homem correto e respeitado. Está sempre tentando corrigir seu sobrinho.

### Pampero
Pampero (significa do Pampa, uma referência ao vento forte do Sul que tem esse nome, ou seja, "corre rápido quanto o vento do Pampa") é o fiel cavalo de Patoruzú, "um" dos mais rápidos mas não "o" mais rápido do mundo. Responde somente ao chamado do dono.

## Patoruzito
Esta versão moderna mostra os anos da infância de Patoruzú, com Isidorito (o jovem Isidoro), Patoruzito (o jovem Patoruzú) e seu cavalo Pamperito (o jovem Pampero).